# Bergey's Manual of Systematic Bacteriology
Bergey’s Manual of Systematic Bacteriology (em português: Manual Bergey de Sistemática Bacteriológica) é a principal fonte de identificação de espécies bacterianas.
O manual é o sucessor do Manual of Determinative Bacteriology publicado por Chester em 1899 e 1901. Foi publicado pela primeira vez em 1923 por David Hendricks Bergey, que classificou as bactérias conhecidas em tribos, famílias e ordens, baseado em diversos parâmetros, incluindo atributos estruturais e funcionais. Entretanto, esse processo se tornou muito empírico e foi substituído por análise de sequências genéticas.